# غاري شيرمان
غاري شيرمان (بالإنجليزية: Gary Sherman)‏ هو كاتب سيناريو ومخرج أمريكي، ولد في 1945 في شيكاغو في الولايات المتحدة.

## وصلات خارجية
- غاري شيرمان على موقع IMDb (الإنجليزية)
- غاري شيرمان على موقع ألو سيني (الفرنسية)
- غاري شيرمان على موقع أول موفي (الإنجليزية)
- غاري شيرمان على موقع قاعدة بيانات الأفلام السويدية (السويدية)
- غاري شيرمان على موقع قاعدة بيانات الفيلم (الإنجليزية)
- غاري شيرمان على موقع كينوبويسك (الروسية)